# Чернолаковая керамика

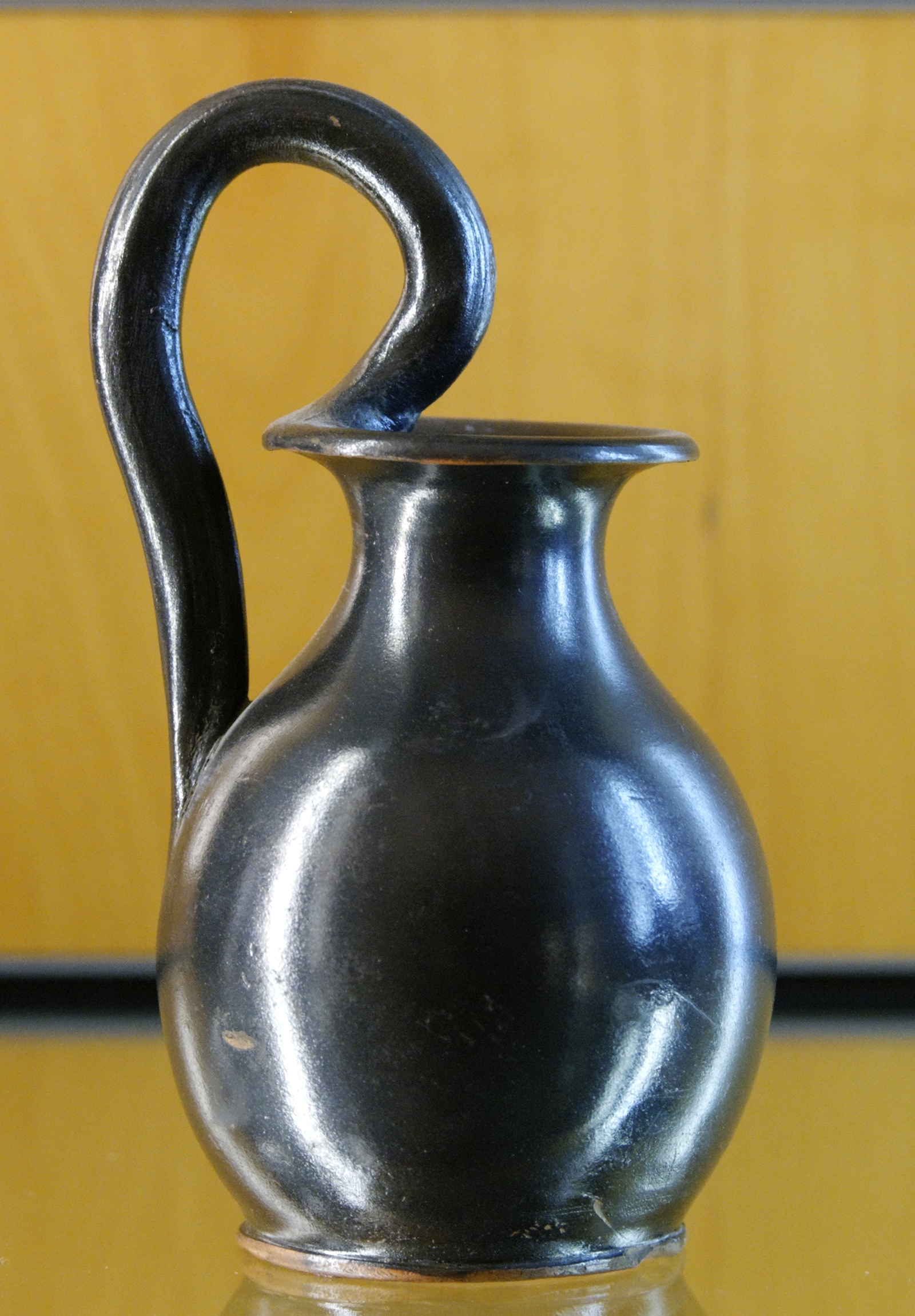
Чернолаковая ольпа, 6 век до н. э., Музей изящных искусств, Лион

Чернолаковая керамика — тип древнегреческой керамики. В современном употреблении может также обозначать посуду с черным лаковым покрытием.
Чернолаковая керамика в Древней Греции была распространена в классический и эллинистический периоды. Во время обжига путём спекания железосодержащих глин получали черное покрытие с блестящей, почти глянцевой поверхностью. Иногда чернолаковую керамику украшали глазурью белого, красного или золотого цвета.
С 5 века до н. э. чернолаковая керамика постепенно вытеснялась нарядной керамикой с краснофигурной вазописью, которая начала пользоваться значительно большим спросом на рынке Средиземноморья. Однако и в эпоху эллинизма чернолаковая посуда оставалась достаточно популярной и производилась не только для Греции, но и экспортировалась в разные регионы.